# Kerry Brauer
Kerry-U. Brauer (früher Welzel, * 1959 in Leipzig) ist eine deutsche Wirtschaftswissenschaftlerin und Hochschullehrerin. Sie ist seit 2014 Direktorin der Staatlichen Studienakademie Leipzig und seit 2017 stellvertretende Präsidentin der Berufsakademie Sachsen.

## Leben
Brauer schloss 1982 ihr Studium der Wirtschaftswissenschaften an der Karl-Marx-Universität Leipzig als Diplom-Ökonomin ab und promovierte dort 1990. Später habilitierte sie und arbeitete als wissenschaftliche Assistentin. Sie arbeitete in der Privatwirtschaft bei der Depfa Bank im Bereich gewerbliche und wohnwirtschaftliche Immobilienfinanzierung und als kaufmännische Leitung der Immobilienprojektentwicklung bei einem Bauunternehmen. 
Von 1996 bis 2014 war sie Leiterin des Studienbereichs Immobilienwirtschaft an der Staatlichen Studienakademie. Diesen Posten gab sie an Bettina Lange ab, als sie 2014 den Direktorenposten übernahm.
Seit 1999 ist Brauer Leiterin des iSt Leipzig – Institut für immobilienwirtschaftliche Studien. Sie ist Mitherausgeberin der Zeitschrift für Immobilienökonomie. Brauer ist verheiratet und hat eine Tochter.

## Werke
- als Herausgeber: Grundlagen der Immobilienwirtschaft. 10. Auflage. Springer, 2019, ISBN 978-3-658-21681-8.
- Die Entwicklung wertbildender Arbeit und sich daraus ergebende Konsequenzen für die Preisbildung und für die Finanzierung des volkswirtschaftlichen Reproduktionsprozesses. Universität Leipzig 1990, DNB 900992506 (Dissertation).